# Zelda's Adventure
Zelda's Adventure è un'avventura dinamica sviluppata da Viridis e pubblicata da Philips per Philips CD-i. È il terzo titolo della serie The Legend of Zelda distribuito sulla piattaforma, dopo Link: The Faces of Evil e Zelda: The Wand of Gamelon, creati da Animation Magic.

## Trama
Ganon ha rapito Link e rubato i sette Segni Celesti, gettando il regno di Tolemac in un'età oscura. La principessa Zelda apprende dal saggio astrologo Gaspra che deve recuperare i sette Segni Celesti, ognuno dei quali è stato nascosto in un santuario sotterraneo; grazie ai loro poteri, sarà in grado di sconfiggere Ganon e salvare Link, riportando così il regno di Tolemac ad un'età di luce.

## Modalità di gioco
Al contrario dai videogiochi precedentemente sviluppati per CD-i, caratterizzati da una telecamera dal basso e dallo scorrimento laterale come in Zelda II: The Adventure of Link, Zelda's Adventure riprende la visuale dall'alto di The Legend of Zelda. Come in The Wand of Gamelon, l'unico personaggio giocante è Zelda.
Il design è molto più simile a The Legend of Zelda e A Link to the Past, con tutti i sette santuari immediatamente accessibili individualmente. Le sequenze in FMV non sono più in stile cartone animato, ma sono interpretate da veri attori (tra loro vi è anche Mark Andrade, autore della colonna sonora, nella parte di Gaspra).
Gli sfondi sono stati creati da video e foto presi da un elicottero fuori dalla zona ovest di Los Angeles e alle Hawaii; questa decisione è una delle cause per cui ogni cambio di schermata richiede un caricamento lungo e frustrante. Il gioco ha richiesto due anni solo per essere testato, molto più di quanto ci è voluto a programmarlo. La maggior parte dei brani composti da Mark Andrade, autore della colonna sonora, non sono stati usati a causa dell'indecisione degli sviluppatori, rendendo una grossa parte di gioco del tutto priva di accompagnamento musicale.